# Parasyscia aitkenii
Parasyscia aitkenii (лат.) — вид муравьёв рода Parasyscia (ранее в Cerapachys) из подсемейства Dorylinae.

## Распространение
Встречаются в Южной Азии. Шри-Ланка и Индия: Kanara (Aitken), Kanara (Bell).

## Описание
Мелкие муравьи красновато-коричневого и чёрного цвета (длина около 5 мм). От большинства индийских видов можно отличить на основании следующих признаков: голова красновато-коричневая или красная; грудь и оба узла стебелька красные; брюшко чёрное или темно-коричневое; дорсальная поверхность мезосомы плотно и тонко скульптурирована; ямчатая или морщинистая сетчатая; глаза крупные (длина более 0,2 мм). Сходный вид Parasyscia indica одноцветный красновато-коричневый и и грудь сверху гладкая. Усики 12-члениковые с булавой, скапус короткий. Предположительно, как и другие виды рода, мирмекофаги.
Вид был впервые описан в 1900 году швейцарским мирмекологом Огюстом Форелем под названием Cerapachys aitkenii Forel, 1900.
С 2016 года в составе рода Parasyscia.